# 접종 이론
접종 이론(Inoculation theory)은 신체가 질병으로부터 보호될 수있는 것과 거의 같은 방식으로 (예를 들어, 더 강하고 미래의 위협의 약화된 버전에 사전 노출을 통해) 외부로부터의 설득이나 영향으로부터 자신의 태도나 신념을 보호할 수 있는 방법을 설명하는 사회 심리 / 커뮤니케이션 이론이다. 이 이론은 질병보다는 태도(또는 신념)에 적용되는 설명적 비유로 임상적 예방접종을 그 예로 사용한다. 예를 들어 과학적 부정주의, 위험한 건강 행동, 정서적으로 조작된 마케팅 및 정치적 메시지에 대처할 때 잘못된 정보와 가짜 뉴스에 대한 공공 복원력('면역', Inoculation)을 구축할 수 있는 큰 잠재력이 생겨난다고 보고있다.

## 같이 보기
- 반발이론
- 정교화 가능성 모델